# 経済学 (アリストテレス)
『経済学』（けいざいがく） あるいは『家政論』（かせいろん、希: Οἰκονομικά, オイコノミカ、羅: Oeconomica）は、アリストテレス名義で継承されてきた偽書の1つ。
原題の「オイコノミカ」（希: Οἰκονομικά, 羅: Oeconomica）とは、「オイコス」（希: οἶκος, oikos、家）と「ノモス」（希: νόμος, nomos、法）の合成語で「家政」（家庭の管理・運営）を意味する「オイコノモス(m. οἰκονόμος)/オイコノミア(f. οἰκονομία)」から派生した複数・中性形の形容詞で、「家政に関する（-言論群）」の意。（下述するように、クセノポンの著書名である）単数・男性形の形容詞の「オイコノミコス」（希: Οἰκονομικός、羅: Oeconomicus）と共に、「家政論」「家政学」(Home Economics)や「経済学」(Economics)の語源となった。
アリストテレスも『政治学』冒頭の第1巻で「家政術」について言及しており、本著作の主要な参照元の1つにもなっている。
時代的に先行する似た題名の有名著作としては、同じく家政について扱ったクセノポンのソクラテス対話篇『オイコノミコス』（希: Οἰκονομικός、羅: Oeconomicus、家政論）があり、こちらも本著作の主要な参照元の1つとなっている。

## 構成

### 概要
本著作は、別々の人の手による全く異なる内容の短篇文書3篇（3巻）によって構成されている。
第1巻は、アリストテレスの『政治学』とクセノポンの『家政論』（オイコノミコス）の内容を参照・抜粋しつつ、家政術（オイコノミア）について述べられる。原題に忠実な「家政論」「家政学」「家政訓」といった表現が相応しい内容となっている。作者はペリパトス派の人物とみられるが、具体名としては、紀元前1世紀のエピクロス派哲学者ピロデモスがその著作の中で、アリストテレスの後継者でありペリパトス派2代目学頭だったテオプラストスが作者であると述べている。全6章から成る。
第2巻は、異色な内容であると同時に資料として最も貴重・重要な文献であり、様々なポリス・アジア国家の財政政策、徴税・取財の実例を集め、考察を加えたもの。「経済学」、「財政学」（徴税論）、あるいは「取財術」といった表現が相応しい内容となっている。作者はペリパトス派の人物かどうかも含め定説が定まっておらず、複数人説もある。末尾では既出人物の事例が別個に追加されている事例が散見されるなど、編纂の粗雑さないしは複数人の記述への介在が窺える。全2章から成り、第1章は概論、第2章は事例集になっている。
第3巻は、ラテン語訳のみが現存する文献 であり、家庭における夫婦の掟を述べる。

### 巻別

#### 第1巻
- 第1章 - 家政術と政治術の違い。家政術は政治術に先立つ。
- 第2章 - 家の構成部分。家屋と妻と農地。農業が最も正しい家政手段。
- 第3章 - 妻に関する配慮。子作りは自然的で善い生活の前提。男女の能力差異と協力の必要。
- 第4章 - 妻へのいたわり。性生活の戒め。虚飾の戒め。
- 第5章 - 最重要な財産は奴隷。奴隷監督者と奴隷の入手と養成。奴隷使役上の心得。労働と給与と賞罰の関係。解放約束と女奴隷との交わり、その他の娯楽によって奴隷を働かすべき。
- 第6章 - 財の獲得、保存、分類、整理、利用。ペルシア風・ラコニア風の財貨の整理・保存法。アッティカ風の家政。家長と主婦による財産点検の必要。理想的な家屋の構造。住居と倉庫の区別。

#### 第2巻
- 第1章 - 概論
  - 正しく経済を行いうる人物の条件。経済の4つの型-1王の経済、2サトラップの経済、3都市の経済、4個人の経済
  - 4つの経済の比較。王の経済の特色。王の経済における貨幣鋳造と輸出入品の問題。
  - サトラップの経済。その6種の財源-1土地、2国有地、3商業取引地、4課税、5家畜類、6その他
  - 都市の経済の財源-1市有地、2商業取引地、3通過税、4平常税
  - 個人の経済の特色。
  - 経済の共通原則は支出が収入を越えぬこと。
  - サトラップ領や都市財政を司るにあたっての心得。
  - 結語。
- 第2章 - 事例集
  - コリントス僭主キュプセロスの十分の一税。
  - ナクソス僭主リュグダミスの没収財産売却。
  - ビュザンティオン市の財政策-1市有地の売却、2営業権の売却、3外国人への市民権や不動産取得権の売却、4外国商人からの穀物の強制買い入れ
  - アテナイ僭主ヒッピアスによる様々な手段による市民からの徴税。
  - ポテイダイアのアテナイ人の戦時財産税。
  - アンティッサ市でディオニュシア祭を中止し、犠牲獣を売却して財源とした事例。
  - ランプサコス市が商人たちにアテナイ艦隊に対して穀物・油・酒を市価より高く売らせ、差額を市の財源とした事例。
  - ポントスのヘラクレイア市の食料強制買い上げ、支払い延期と、兵士らへの専売による財政切り抜け策。
  - ラケダイモン（スパルタ）人が一日断食をして亡命サモス市民の帰国費を捻出した事例。
  - カルケドン人が市民に外国船拿捕を許可し、それで得た金で傭兵への支払いを果たした事例。
  - キュジコスの民衆が、富裕者を死刑にする代わりに金を取り立てて追放した事例。
  - キオス市が市民の債権を強制的に肩代わりして財政を救った事例。
  - カリア僭主マウソロスがペルシア王への貢租を取り立てた術策。ミュラッサ市民から城壁を建造すると騙って金を取った事例。
  - マウソロス下役のコンダロスが種々の名目で税を取り立てた事例。
  - ポカイアを統治したロドスのアリストテレスが市民の党争・訴訟を利用して双方から金を取った事例。
  - クラゾメナイ市が私人にオリーブ油を市へと強制的に貸与させ、それを担保に穀物を買い入れた事例。鉄銭を鋳造して傭兵の賃金支払い手段を工夫した事例。
  - セリュブリア市の穀物強制買い上げと専売。
  - アビュドス市が農民援助のための貸付規定を決議した事例。
  - エペソス市が夫人装身具を強制的に借り入れた事例。アルテミス神殿再建に因む金策。
  - シュラクサイ僭主ディオニュシオス1世の策。
    - デーメテール女神の名を利用して婦人の装身具を取り上げた事例。
    - 市民たちを欺いて金を取り立て軍艦を建造した事例。
    - 銀貨の代わりに錫貨を流通させた事例。
    - 自分の家具を公売した後、買い手に購入品を返却させた事例。
    - 課税のための家畜飼育奨励と屠殺禁止。
    - 孤児たちの財産を成人まで流用した事例。
    - レギオン市民に対し、身代金による自由を約束した後、それを取ってから彼らを奴隷として売った事例。
    - 1ドラクメ貨を2ドラクメ貨に改鋳して借金を返した事例。
    - レウコテア神殿からの兵士略奪品を巻き上げた事例。

  - メンデ市の財政。市民が私有奴隷を市に信用で売った事例。
  - カリストラトスがマケドニアの港税収入を徴税請負制度の大衆化によって2倍にした事例。
  - アテナイ人ティモテオスの策。
    - 銀貨の代わりに銅貨を、指揮下の兵士や商人の間に流通させた事例。
    - ケルキュラ付近の戦の兵士たちに食費3ヶ月分に当たる金を贈与して賃金支払いを引き延ばした事例。
    - サモス包囲中、兵士の賃金と食料のためのとった策。

  - ペルシア人ダタメスが神殿の銀器を使って兵士への賃金支払いを引き延ばした事例。自己所有の奴隷身分の職人・商人を随行させていた事例。
  - アテナイ人カブリアスのエジプト王タオスへの献策。
    - 神官たちに献金と貸金を促した術策。
    - 新税設定と、地金の金銀の供出策を勧告。

  - アテナイ人イピクラテースがトラキア王コテュスに献策し、王治下の民に強制作付け行わせた事例。
  - トラキア王コテュスがペイリントス市民を欺き、一部市民を人質に取ってその身代金を取った事例。
  - ロドスのメントルがヘルメイアスを捕らえた後に行った術策。
  - ロドスのメムノンがランプサゴス占領後、市民たちから金を取り上げた事例。口実を設けたり、毎月少しずつ支払日をずらして兵士への賃金・食費を節約した事例。
  - オレオスのカリデモスが、アイオリスで兵士の賃金のために富裕者の財貨を欺き取った事例。また、武器所蔵者から罰金を取り立てた事例。
  - カリアのサトラップ・ピロクセノスが祭礼の公共奉仕者から金を取り立てた事例。
  - エジプトのサトラップだったシュリア人エウアイセスが、県知事たちを絞殺し、その一族の者から身代金を取った上で死骸を渡した事例。
  - エジプトのサトラップ・クレオメネスの策。
    - 外国で飢饉が激しかった時期に、輸出穀物に重税を課した事例。
    - ワニを神とする神官たちから、ワニ狩りで脅して金を取り立てた事例。
    - カノボスの神官などから、アレクサンドリアへの移転強制免除の金を受け取りながら、再度大金を要求して移転させた事例。
    - 部下の物品購入者の不正利得防止。
    - 穀物の買い占めと法外な高価格での売却。
    - 神殿廃止の脅しで神官から聖財を取り立てた事例。

  - アレクサンドロス部下のロドスのアンティメネスの策。
    - バビュロン付近で輸入品への十分の一税を復活させた事例。
    - 軍人が所有する奴隷を登録させ、年8ドラクメの掛金で逃亡奴隷に対する保険制度を開始し、多くの応募者を得た事例。

  - オリュントスのオペラスがエジプトのアトリビス県の貢納を大幅に増額した事例。
  - アテナイのピュトクレスが市に対し、ラウリオン産の鉛の買い占めと専売を勧告した事例。
  - カブリアスがエジプト王タオスに献策して、農民に出征免除の代わりに食料を出させた事例。
  - ロドスのアンティメネスが王道に沿った倉庫の品を軍隊や旅行者に売った事例。
  - クレオメネスが兵士たちの食料を一年に一ヶ月分だけ与えなかった事例。
  - ミュシア将軍スタベルビオスが策を弄して、部下の傭兵隊長・傭兵たちに賃金を与えず国外に去らせた事例。
  - シュラクサイ僭主ディオニュシオス1世が神殿から金銀の冠や酒杯や卓子を運び出した事例。

## 日本語訳
- 『アリストテレス全集15 経済学』 岩波書店、1969年[10]
- 『新版 アリストテレス全集17 家政論』 相澤康隆・瀬口昌久訳、岩波書店、2018年